# Wassmer WA-30
Der WA-30 Bijave ist ein doppelsitziges Segelflugzeug der französischen Firma Wassmer Aviation in Issoire. Bi- und Jave steht für zwei Sitzplätze und die Kurzform von Javelot, was in etwa Wurfspieß bedeutet.

## Geschichte
Die WA-30 wurde aus dem Einsitzer Wassmer WA-21 Javelot II entwickelt. Der Erstflug fand am 17. Dezember 1958 statt. Nach einer Serie von Zwischenfällen erhielten alle Exemplare ein Startverbot von August 1970 bis Frühjahr 1972. In dieser Zeit wurden die Tragflächen verstärkt.

## Konstruktion
Der Bijave ist ein zweisitziger, freitragender Schulterdecker in Gemischtbauweise mit Normalleitwerk. Der Rumpf besteht aus Stahlrohren, die mit Stoff und glasfaserverstärktem Kunststoff verkleidet sind. Die Pilotensitze sind hintereinander angeordnet, die Kabinenhaube ist zweiteilig und beide Teile können zum Einsteigen nach rechts aufgeklappt werden. Ein seitlicher Tritt erleichtert den Einstieg auf den hinteren Sitz. Die Steuerflächen sind stoffbespannt. Die Tragflügel bestehen aus Holz, sind hinter dem Holm stoffbespannt und mit Luftbremsen versehen. Das Hauptfahrwerk kann eingefahren werden, unter der Flugzeugnase befindet sich eine gefederte, hölzerne Kufe und am Sporn befindet sich eine Kufe aus Metall.

## Technische Daten

Dreiseitenansicht

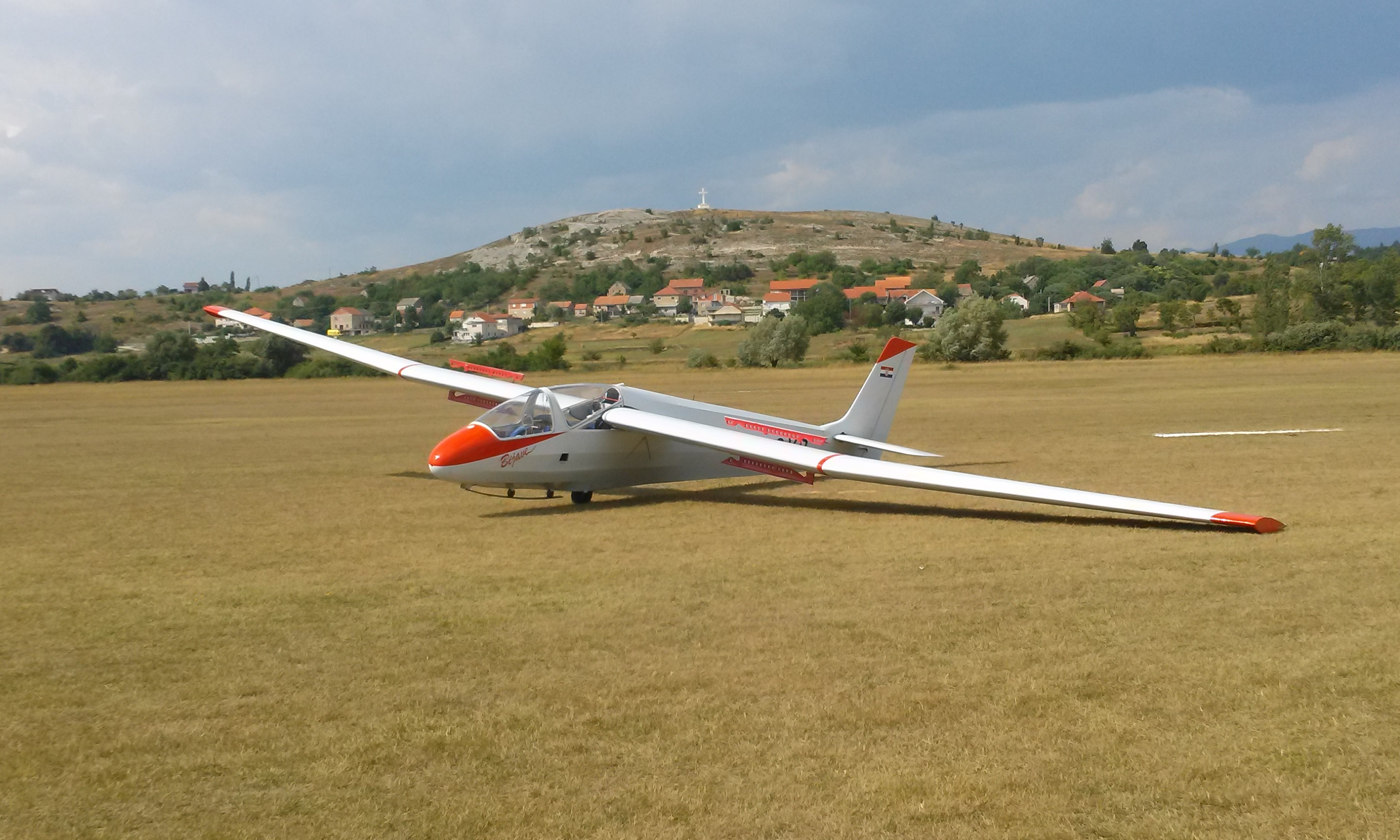
Bijave

| Kenngröße               | Daten                                             |
| ----------------------- | ------------------------------------------------- |
| Besatzung               | 2                                                 |
| Länge                   | 9,00 m                                            |
| Spannweite              | 16,85 m                                           |
| Höhe                    | 2,74 m                                            |
| Flügelfläche            | 19,2 m²                                           |
| Flügelstreckung         | 15                                                |
| Flächenbelastung        | ca. 19–26 kg/m²                                   |
| Profil                  | Flügelwurzel: NACA 63821 Flügelspitze: NACA 63415 |
| Gleitzahl               | 27 bei 85 km/h                                    |
| Geringstes Sinken       | ca. 0,75 m/s bei 75 km/h                          |
| Leermasse               | 295 kg                                            |
| max. Startmasse         | 500 kg                                            |
| Höchstgeschwindigkeit   | 200 km/h                                          |
| Manövergeschwindigkeit  | 150 km/h                                          |
| Überziehgeschwindigkeit | 60 km/h                                           |